# Prołuż
Prołuż – powołana 12 września 1945 w Krotoszynie młodzieżowa organizacja społeczna promująca kulturę Serbołużyczan – słowiańskiej mniejszości w Niemczech oraz wspierająca łużyckie aspiracje niepodległościowe po II wojnie światowej.
Korzenie organizacji sięgały czasów wojny kiedy to poznański historyk – Alojzy Matyniak wraz z przyjaciółmi związanymi z Armią Krajową i Szarymi Szeregami założył Polski Ruch Obrony Łużyc. Po wojnie nazwę organizacji zmieniono na „Prołuż”, a jej siedziba przeniosła się do Poznania. Dzięki pewnemu zbiegowi okoliczności władze komunistyczne niechcący spowodowały wzrost popularności tej młodej organizacji. Przyczyniło się do tego głównie aresztowanie przez Urząd Bezpieczeństwa uczestników Katolickiego Zjazdu Młodzieży w Poznaniu. Podczas krótkiego przetrzymywania w areszcie Alojzy Matyniak opowiedział o Łużycach współwięźniom, którzy po zwolnieniu założyli ośrodki Prołużu w całej Polsce. W krótkim czasie powstały one we wszystkich większych ośrodkach akademickich, a w mniejszych miastach i w szkołach średnich zakładano koła sympatyków. Dzięki temu Prołuż stał się największą niekomunistyczną organizacją obejmującą swoim zasięgiem całą Polskę i zrzeszającą ok. 3000 członków z czego 600 w Poznaniu. Hasło organizacji brzmiało: „Nad Łużycami polska straż!”.

## Cele Związku
Cele związku oparte były na Statucie Akademickiego Związku Przyjaciół Łużyc; wyznaczały one następujące zadania:
1. obrona praw wolnościowych narodu łużyckiego;
2. uświadamianie kraju i zagranicy o znaczeniu sprawy łużyckiej;
3. wzajemna wymiana dóbr kulturalnych narodów polskiego i łużyckiego;
4. studium zagadnień Słowiańszczyzny Zachodniej;
5. budzenie czujności świata wobec niebezpieczeństwa niemieckiego[1].

## Rozwój związku w Polsce
Niespodziewanie organizacja stała się w Polsce realną siłą polityczną, jej członkowie wysyłali petycje w sprawie łużyckiej do ONZ i prowadzili rozmowy z polskim rządem. Dzięki powiązaniom z Karolem Świerczewskim wysłali nawet swoich delegatów do Łużyc, gdzie nawiązano kontakty z członkami Łużyckiej Rady Narodowej dr. Janem Cyžem i Pawołem Nedo reprezentujących aspiracje niepodległościowe Serbołużyczan po II wojnie światowej. W wyniku tych kontaktów powstało m.in. Serbołużyckie Towarzystwo Przyjaciół Polski.
Prołuż dysponował także własnymi środkami finansowymi, które przeznaczał m.in. na stypendia i kolonie dla łużyckich studentów oraz dzieci. Planowano także powołać Instytut Łużycki w Polsce. Idee Prołużu promowano na tzw. „schadzowankach” wzorowanych na spotkaniach łużyckich studentów, gdzie łączono ze sobą wykłady dotyczące kultury i historii Łużyc z rozrywką i kabaretem. Na imprezach tych prezentowano wiersze oraz koncerty muzyki poważnej. Na jednej z nich zorganizowanej w auli Collegium Maius Uniwersytetu Poznańskiego wystąpił Stefan Stuligrosz.
W połowie 1948 r. władze sowieckie zdecydowały się na utworzenie NRD, w skład której weszły ostatecznie Łużyce. Rozwiązano  Łużycką Radę Narodową i ostatecznie zrezygnowano ze wspierania niepodległościowych dążeń Łużyczan. W Polsce władze komunistyczne rozpoczęły prześladowania członków Prołużu. Nastąpiły masowe aresztowania, konfiskaty mienia – do więzienia trafił Alojzy Matyniak.
W 1950 roku w Zgorzelcu podpisano traktat pomiędzy PRL a NRD. W zamian za uznanie granicy na Odrze i Nysie Łużyckiej rząd w Warszawie zgodził się na zaniechanie wspierania Polonii oraz Łużyczan zamieszkałych w radzieckiej strefie okupacyjnej Niemiec.

## Organizacja współpracująca z Prołużem
Organizacją współpracującą z Prołużem było Koło Akademików Opolan w Poznaniu. Niektórzy członkowie Koła: Andrzej Rożanowicz, Konrad Poloczek, Janusz Kandziora i najprawdopodobniej Zdzisław Malczewski równocześnie pełnili ważne funkcje w obu organizacjach.